# Songs in the Key of Life
Az 1976-os Songs in the Key of Life Stevie Wonder tizennyolcadik albuma. Egy duplalemez, egy négy dalból álló EP-vel kiegészítve. A lemez karrierjének egyik legeladottabb és a kritikusok által leginkább elismert albuma lett. 2003-ban 56. lett a Rolling Stone magazin Minden idők 500 legjobb albuma listáján. Szerepel továbbá az 1001 lemez, amit hallanod kell, mielőtt meghalsz című könyvben.

## Az album dalai
| 1. | Love's in Need of Love Today | Stevie Wonder           | 7:05 |
| 2. | Have a Talk with God         | Calvin Hardaway, Wonder | 2:42 |
| 3. | Village Ghetto Land          | Gary Byrd, Wonder       | 3:25 |
| 4. | Contusion                    | Wonder                  | 3:45 |
| 5. | Sir Duke                     | Wonder                  | 3:54 |

| 1. | I Wish                | Wonder | 4:12 |
| 2. | Knocks Me Off My Feet | Wonder | 3:36 |
| 3. | Pastime Paradise      | Wonder | 3:27 |
| 4. | Summer Soft           | Wonder | 4:14 |
| 5. | Ordinary Pain         | Wonder | 6:23 |

| 1. | Isn't She Lovely    | Wonder       | 6:34 |
| 2. | Joy Inside My Tears | Wonder       | 6:29 |
| 3. | Black Man           | Wonder, Byrd | 8:29 |

| 1. | Ngiculela – Es Una Historia – I Am Singing | Wonder | 3:48 |
| 2. | If It's Magic                              | Wonder | 3:12 |
| 3. | As                                         | Wonder | 7:08 |
| 4. | Another Star                               | Wonder | 8:28 |

| 1. | Saturn                              | Wonder, Michael Sembello | 4:53 |
| 2. | Ebony Eyes                          | Wonder                   | 4:08 |
| 3. | All Day Sucker                      | Wonder                   | 5:05 |
| 4. | Easy Goin' Evening (My Mama's Call) | Wonder                   | 3:56 |

## Közreműködők
- Stevie Wonder – szájharmonika, billentyűsök, programozás, ének, dob
- Michael Sembello – gitár
- Sneaky Pete Kleinow – Pedal steel gitár
- George Benson – gitár, vokál
- Ronnie Foster – orgona
- Herbie Hancock – billentyűsök, taps
- Dean Parks – gitár
- Greg Phillinganes – billentyűsök
- W.G. "Snuffy" Walden – gitár
- Nathan Watts – basszusgitár, vokál, taps
- Greg Brown – dob
- Raymond Lee Pounds – dob
- Hank Redd – altszaxofon, tenorszaxofon
- George Bohannon – harsona
- Ben Bridges – gitár, szitár
- Dorothy Ashby – hárfa
- Bobbi Humphrey – fuvola
- Howard Buzzy Feiten – gitár
- Steve Madaio – trombita
- Trevor Lawrence – tenorszaxofon
- Glen Ferris – harsona
- Jim Horn – szaxofon
- Deniece Williams – vokál
- Minnie Riperton – vokál
- Gary Byrd – vokál
- Michael Wycoff – vokál
- Larry Scott – hangeffektek
- Carol Cole – ütősök
- Bobbye Hall – ütősök
- Jay Boy Adams – vokál
- Nathan Alford, Jr. – ütősök
- Henry America – vokál
- Linda America – vokál
- Baradras – vokál
- Brenda Barnett – vokál
- Khalif Bobatoon – vokál
- Starshemah Bobatoon – vokál
- Sudana Bobatoon – vokál
- Charles Brewer – ütősök, programozás, vokál
- Shirley Brewer – ütősök, vokál
- Berry Briges – vokál
- Cecilia Brown – vokál
- Eddie "Bongo" Brown – ütősök
- Jean Brown – vokál
- Rodney Brown – vokál
- Colleen Carleton – ütősök, vokál
- Addie Cox – vokál
- Agnideva Dasa – vokál
- Duryodhana Guru Dasa – vokál
- Jayasacinandana Dasa – vokál
- Jitamrtyi Dasa – vokál
- Vedavyasa Dasa – vokál
- Cinmayi Dasi – vokál
- Yogamaya Dasi – vokál
- Carolyn Dennis – vokál
- Bhakta Eddie – vokál
- Doe Rani Edwards – vokál
- Jacqueline F. English – vokál
- Ethel Enoex – vokál
- Al Jocko Fann – vokál
- Barbara Fann – vokál
- Melani Fann – vokál
- Shelley Fann – vokál
- Tracy Fann – vokál
- John Fischbach – ütősök, programozás, vokál, hangmérnök
- Susie Fuzzell – vokál
- Carmelo Garcia – ütősök, timbales
- Anthony Givens – vokál
- Audrey Givens – vokál
- Derrick Givens – vokál
- Mildred Givens – vokál
- Michael Lee Gray – vokál
- Mimi Green – vokál
- Susaye Greene Brown – vokál
- Bhakta Gregory – vokál
- Renee Hardaway – ütősök, vokál
- John Harris – hangeffektek
- Jeania Harris – vokál
- John Harris – programozás
- Troy Harris – vokál
- Nelson Hayes – ütősök, hangeffektek, vokál
- Terry Hendricks – vokál
- H. David Henson – hangmérnök
- Don Hunter – programozás, hangeffektek
- Adrian Janes – vokál
- Josie James – vokál
- Calvin Johnson – vokál
- Carol Johnson – vokál
- Patricia Johnson – vokál
- Madelaine Jones – vokál
- Bhakta Kevin – vokál
- Phillip Kimble – vokál
- James Lambert – vokál
- Linda Lawrence – vokál,
- Irma Leslie – vokál
- Kim Lewis – vokál
- Carl Lockhart – vokál
- Gail Lockhart – vokál
- Raymond Maldonado – ütősök, trombita
- Carolyn Massenburg – vokál
- Artice May – vokál
- Charity McCrary – vokál
- Linda McCrary-Campbell – vokál
- Lonnie Morgona – vokál
- Kim Nixon – vokál
- Lisa Nixon – vokál
- Larri Nuckens – vokál
- Larry Latimer – ütősök, vokál
- Amale Mathews – ütősök, vokál
- Gary Olazabal – hangmérnök, basszusgitár
- Edna Orso – ütősök, vokál
- Marietta Waters – ütősök, vokál
- Josette Valentino – ütősök, vokál, taps
- Gwen Perry – vokál
- Gregory Rudd – vokál
- Rukmini – vokál
- Yolanda Simmons – vokál, taps
- Keith Slaughter – vokál
- Rosona Starks – vokál
- Dennis Swindell – vokál
- Sundray Tucker – vokál
- Gary Veney – vokál
- Sheryl Walker – vokál
- Mary Lee Whitney – vokál
- Syreeta Wright – vokál
- Michael Gray – vokál
- Susaye Greene – vokál
- William Moore – vokál
- Fountain Jones – programozás

## Külső hivatkozások
- Audio streams: WBEZ program 'Extensions' broadcast a 3 hour special commemorating the album's 30th anniversary